# Новиков, Аполлон Валентинович
Аполлон Валентинович Новиков (1864—1917) — уфимский губернский предводитель дворянства, действительный статский советник.

## Биография
Из потомственных дворян Уфимской губернии. Сын губернского предводителя дворянства Валентина Аполлоновича Новикова (1837—1880). Землевладелец Уфимской губернии: родовые 1211 десятин, у жены — 261 десятина.
По окончании Николаевского кавалерийского училища в 1884 году выпущен был корнетом в 18-й драгунский Клястицкий полк, где и провел всю дальнейшую службу. Произведен в ротмистры 15 марта 1895 года. В 1896 году вышел в запас армейской кавалерии, а в следующем году был уволен в отставку подполковником, с мундиром.
С 1897 года избирался гласным Уфимского уездного и губернского земских собраний, а также почетным мировым судьей по Уфимскому уезду. Принимал активное участие в деле поднятия культуры уезда, обращая главное внимание на развитие народных чтений и библиотек. В 1899 году был избран кандидатом уфимского уездного предводителя дворянства, а в 1902 году — уездным предводителем дворянства. Чин действительного статского советника получил 6 декабря 1912 года. В 1914 году был избран уфимским губернским предводителем дворянства, в каковой должности пробыл одно трехлетие.
Умер 5 июня 1917.

## Награды
- Орден Святого Станислава 3-й ст. (1894)
- Орден Святого Владимира 4-й ст. (1906)
- Орден Святой Анны 2-й ст. (1909)
- Орден Святого Владимира 3-й ст. (1914)
- Орден Святого Станислава 1-й ст. (1915)